# Республиканская премия имени Булата Султангареева
Республиканская премия имени Булата Султангареева – ежегодный творческий конкурс среди учащийся молодёжи,  проводимый молодежной газетой «Йэшлек» Республики Башкортостан. Конкурс является платформой выявления творческой молодежи и способствует появлению нового поколения талантливых журналистов и писателей.
Декларируемая организаторами цель конкурса — воспитание молодёжи в духе патриотизма, преданности Родине, всестороннего развития личности, а также поддержка творческой молодёжи, активных  в творчестве, лучших в учебе и общественной жизни.

## История
В 2014 году Республиканская молодежная газета «Йэшлек» объявила ежегодный творческий конкурс на премию имени Булата Султангареева. Конкурс сразу же получил общественный резонанс, в нем ежегодно принимают участие более сотни учеников школ и студентов ссузов . . Комиссия подводит итог и объявляет до 25 мая победителей конкурса , в день Последнего звонка журналисты газеты “Йэшлек” вручают награды и премии победителям. Председатель комиссии по присуждению премии - поэт и журналист, литературовед, доктор филологических наук, профессор Фаниль Кузбеков.
-  На XIX фестивале Союза журналистов РФ «Вся Россия-2015» в Дагомысе журналистская акция «Республиканская премия имени Булата Султангареева» признана лауреатом среди республиканских, краевых, окружных и областных газет страны.
-  Республиканская премия имени Булата Султангареева обладатель гранта Главы Республики Башкортостан в номинации «Развитие гражданского общества», 2019 год.https://grant.openrepublic.ru/news/events/39/
- Телефильм "БУЛАТ СУЛТАНГАРЕЕВ", автор-режиссер Райса Абдуллина (Казбулатова), Башкирское телевидение, 2021 год https://yandex.ru/video/preview/3388672090016195238
- Книга про Булата Султангареева "ИЛ ҠУРСАЛАР ИР ИНЕҢ...", Уфа, 2016 г., 184 стр. http://ebook.bashnl.ru/reader/bookView.html?params=UmVzb3VyY2UtMjIyMjU/0JrQndCY0JPQkCDQkNCbINCU0JAg0J3Qo9CgINCh05jQoSDQpdCQ0JvSoNCr0qLQkCEg0Y3Qu9C10LrRgtGA0L7QvSDQstCw0YDQuNCw0L3RgiAoMSk
- Книга со  статьями лауреатов и номинантов республиканской  премия имени Булата Султангареева "АЛ ДА НУР СӘС ХАЛҠЫҢА!", Уфа, 2020, 227 стр.http://ebook.bashnl.ru/reader/bookView.html?params=UmVzb3VyY2UtMjIyMjU/0JrQndCY0JPQkCDQkNCbINCU0JAg0J3Qo9CgINCh05jQoSDQpdCQ0JvSoNCr0qLQkCEg0Y3Qu9C10LrRgtGA0L7QvSDQstCw0YDQuNCw0L3RgiAoMSk
 

- Радиопердача "Беҙҙең донъя - Булат Солтангәрәев" https://biffhard.click/track/106145897330191906790-%D0%B1%D1%83%D0%BB%D0%B0%D1%82_%D1%81%D0%BE%D0%BB%D1%82%D0%B0%D0%BD%D0%B3%D3%99%D1%80%D3%99%D0%B5%D0%B2_%D0%B0%D1%88%D2%A1%D0%B0%D2%99%D0%B0%D1%80_%D1%80%D0%B0%D0%B4%D0%B8%D0%BE%D2%BB%D1%8B_%D0%B1%D0%B5%D2%99%D2%99%D0%B5%D2%A3_%D0%B4%D0%BE%D0%BD%D1%8A%D1%8F_%D1%82%D0%B0%D0%BF%D1%88%D1%8B%D1%80%D1%8B%D1%83%D1%8B_%D0%B1%D1%83%D0%BB%D0%B0%D1%82_%D1%81%D0%BE%D0%BB%D1%82%D0%B0%D0%BD%D0%B3%D3%99%D1%80%D3%99%D0%B5%D0%B2_%D0%B8%D1%81%D0%B5%D0%BC%D0%B5%D0%BD%D0%B4%D3%99%D0%B3%D0%B5_%D1%80%D0%B5%D1%81%D0%BF%D1%83%D0%B1%D0%BB%D0%B8%D0%BA%D0%B0_%D0%BF%D1%80%D0%B5%D0%BC%D0%B8%D1%8F%D2%BB%D1%8B_%D1%82%D1%83%D1%80%D0%B0%D2%BB%D1%8B%D0%BD%D0%B4%D0%B0/